# Donna Haraway
Donna Haraway (ur. 1944 w Denver) – biolożka i filozofka feministyczna, wykładowczyni na wydziale Historii Świadomości Uniwersytetu Kalifornijskiego w Santa Cruz, zajmująca się m.in. feminizmem oraz studiami nad stosunkiem ludzi do maszyn. Uhonorowana nagrodą im. Ludwika Flecka.

## Filozofia
W 1985 opublikowała w „Socialist Review” A Manifesto for Cyborgs: Science, Technology, and Socialist-Feminism in the 1980s często skracane do Cyborg Manifesto (pol. Manifest cyborga) – esej, w którym twierdziła, że cyborg to nie tylko połączenie człowieka i maszyny, lecz także istota uwolniona z przymusu binarności, pochodząca ze świata bez płci. Haraway jest jedną z wiodących filozofek zajmujących się teorią punktu widzenia. 

## Prace
- Crystals, Fabrics and Fields: Metaphors of Organicism in Twentieth-Century Developmental Biology (1976);
- Primate Visions: Gender, Race, and Nature in the World of Modern Science (1989);
- Simians, Cyborgs, and Women: The Reinvention of Nature (1991);
- Modest_Witness@Second_Millennium.FemaleMan© Meets OncoMouse®. Feminism and Technoscience (1997);
- The Companion Species Manifesto: Dogs, People, and Significant Otherness (2003).

Po polsku
- Manifest cyborgów, przeł. Sławomir Królak i Ewa Majewska, „Przegląd Filozoficzno-Literacki” nr 1/2003
- „Płeć” do marksistowskiego słownika, przeł. Adam Ostolski, biblioteka on-line Think Tanku Feministycznego
- Zwierzęta laboratoryjne i ich ludzie, przeł. Adam Ostolski, „Krytyka Polityczna” nr 15/2008
- Manifest gatunków stowarzyszonych, przeł. Joanna Bednarek, Wydawnictwo Poznańskie „Teorie wywrotowe. Antologia przekładów”